# ダニエル・ブーランジェ
ダニエル・ブーランジェ（Daniel Boulanger、1922年1月24日 -  2014年10月27日）は、フランスの作家・劇作家・詩人・脚本家・俳優。ヌーヴェルヴァーグを代表する映画監督ジャン＝リュック・ゴダールやフランソワ・トリュフォー、フィリップ・ド・ブロカらの初期作品に深く関わっている。

## 略歴

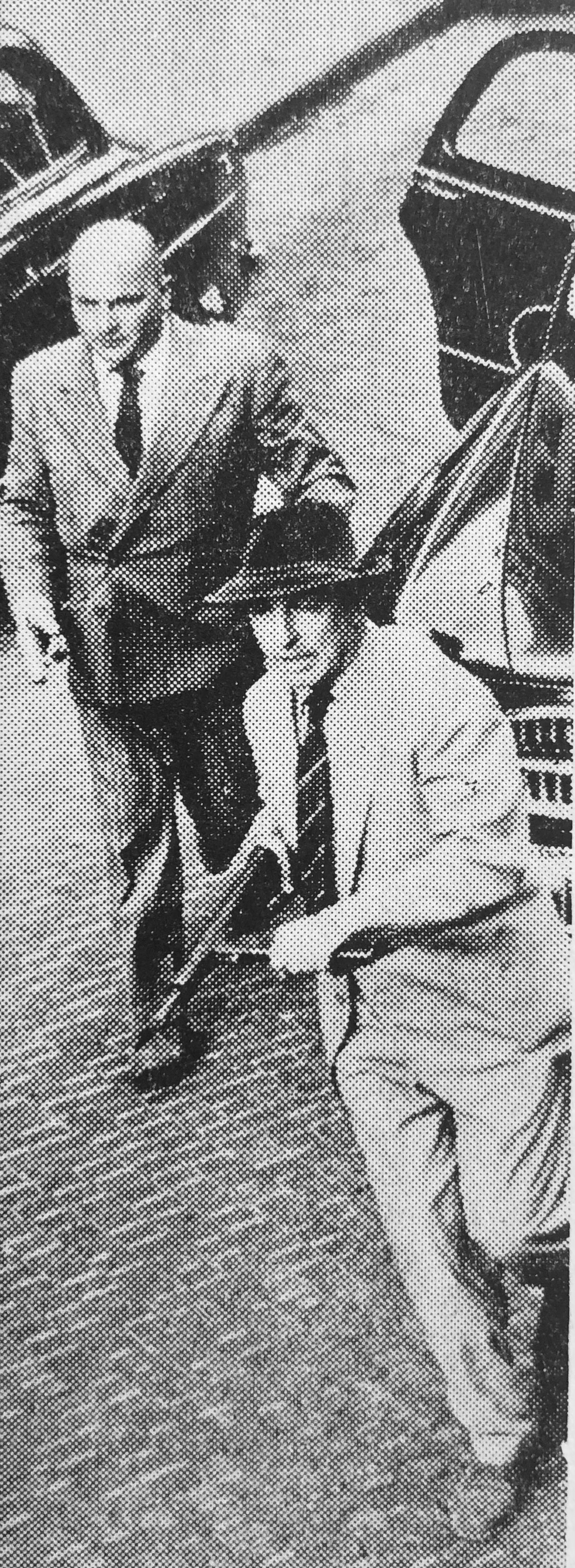
『勝手にしやがれ』（1960年）。左がブーランジェ。

1922年にフランス・オワーズ県コンピエーニュに生れる。父親はチーズ職人。1932年にエーヌ県ショーニーの聖シャルル小神学校（petit Séminaire Saint-Charles）に入学、神父を目指し、ラテン語、ギリシャ語、ドイツ語を学ぶ。文学にも強い関心を抱くようになるが、1939年に第二次世界大戦が勃発すると、レジスタンス運動に加わる。1940年11月11日に破壊活動により逮捕されて収監される。司祭の助けで釈放され、1942年に労役（Service du travail obligatoire）を科せられるが脱走、その後は羊飼いとなってオワーズ内の農園を転々として身を隠す。終戦後はフランスを離れて世界各地を放浪し、様々な仕事を経験、その中で後に妻となる女性と出会う。
1957年にフランスに帰国し、パリで妻子と暮らしながら執筆活動を行ない、1959年に初の小説『L'ombre』を出版、1963年には初の短編集『Les Noces du Merle』を出版する。
小説や詩、演劇などの様々な執筆活動と並行して、映画の仕事もするようになり、ヌーヴェルヴァーグを代表する映画監督ジャン＝リュック・ゴダールやフランソワ・トリュフォー、フィリップ・ド・ブロカらの作品で脚本（脚色、台詞）を担当するだけでなく、毒のある個性的なルックスを活かして俳優として出演もしている。
1964年の『リオの男』で第37回アカデミー賞の脚本賞にノミネートされる（受賞はならず）。
1970年以降はサンリスを活動の拠点とする。1989年にサンリスの森で鹿とぶつかる交通事故に遭い、死を実感したことで、映画の仕事を辞めて自分の時間を文学に使うと決める。
1983年から2008年までアカデミー・ゴンクールのメンバーだった。

## 主な作品

### 脚本
- 新・七つの大罪 Les Sept Péchés capitaux (1962)
- リオの男 L'Homme de Rio (1964)
- カトマンズの男 Les Tribulations d'un Chinois en Chine (1965)
- まぼろしの市街戦 Le Roi de cœur (1966)
- 愛すべき女・女たち Le Plus Vieux Métier du monde (1967) - 第3話『貴族好み』
- 世にも怪奇な物語 Histoires extraordinaires (1968) - 第2話『影を殺した男』

### 出演
- 勝手にしやがれ À bout de souffle (1959) - ヴィタル刑事役
- ピアニストを撃て Tirez sur le pianiste (1960) - エルネスト役
- 黒衣の花嫁 La mariée était en noir (1968) - デルヴォー役
- マイ・ラブ Toute une vie (1974) - 将軍役